# Hrvatski Nogometni Klub Hajduk Split 2020-2021
Questa voce raccoglie le informazioni riguardanti l'Hrvatski Nogometni Klub Hajduk Split nelle competizioni ufficiali della stagione 2020-2021.

## Rosa
Aggiornata al 22 maggio 2021
| N. |                                 | Ruolo | Calciatore           |
| -- | ------------------------------- | ----- | -------------------- |
| 4  | Italia (bandiera)               | C     | Marco Fossati        |
| 5  | Bulgaria (bandiera)             | D     | Kristian Dimitrov    |
| 6  | Croazia (bandiera)              | C     | Darko Nejašmić       |
| 7  | Svezia (bandiera)               | A     | Alexander Kačaniklić |
| 8  | Rep. Ceca (bandiera)            | D     | Stefan Simić         |
| 9  | Croazia (bandiera)              | A     | Marin Jakoliš        |
| 10 | Croazia (bandiera)              | C     | Mijo Caktaš          |
| 11 | Croazia (bandiera)              | A     | Marko Livaja         |
| 14 | Grecia (bandiera)               | A     | Dimitris Diamantakos |
| 17 | Turchia (bandiera)              | A     | Umut Nayir           |
| 18 | Bosnia ed Erzegovina (bandiera) | D     | Nihad Mujakić        |
| 19 | Croazia (bandiera)              | C     | Mario Čuić           |
| 20 | Macedonia del Nord (bandiera)   | C     | Jani Atanasov        |
| 21 | Brasile (bandiera)              | A     | Jairo da Silva       |

| N. |                                 | Ruolo | Calciatore               |
| -- | ------------------------------- | ----- | ------------------------ |
| 23 | Croazia (bandiera)              | C     | Ivan Brnić               |
| 24 | Croazia (bandiera)              | C     | Stanko Jurić             |
| 27 | Croazia (bandiera)              | A     | Stipe Biuk               |
| 29 | Croazia (bandiera)              | D     | Božo Mikulić             |
| 30 | Croazia (bandiera)              | P     | Karlo Sentić             |
| 31 | Croazia (bandiera)              | D     | Ivan Dolček              |
| 35 | Croazia (bandiera)              | D     | David Čolina             |
| 44 | Croazia (bandiera)              | D     | Mario Vušković           |
| 55 | Bosnia ed Erzegovina (bandiera) | D     | Darko Todorović          |
| 70 | Croazia (bandiera)              | P     | Josip Posavec            |
| 90 | Croazia (bandiera)              | A     | Marin Ljubičić           |
| 91 | Croazia (bandiera)              | P     | Lovre Kalinić (capitano) |
| 99 | Croazia (bandiera)              | C     | Tonio Teklić             |

## Risultati

### HT Prva liga
| Arbitro: | Mario Zebec (Cestica) |

|                          |           |  |
| Dimitrov 72’ Gyurcsó 83’ | Marcatori |  |

| Arbitro: | Mario Zebec (Cestica) |

|             |           |                             |
| Jugović 43’ | Marcatori | 34’ Jairo 36’ (rig.) Caktaš |

| Arbitro: | Damir Batinić (Osijek) |

|                             |           |                                         |
| Diamantakos 52’ Gyurcsó 65’ | Marcatori | 38’ (rig.) Krstanović 71’ Bačelić-Grgić |

| Arbitro: | Ivan Bebek (Fiume) |

|           |           |                        |
| Jurić 88’ | Marcatori | 42’ Kastrati 50’ Oršić |

| Arbitro: | Fran Jović (Zagabria) |

|                              |           |  |
| Gyurcsó 5’ Caktaš 50’ (rig.) | Marcatori |  |

| Arbitro: | Damir Batinić (Osijek) |

|                             |           |                   |
| Lovrić 62’ (rig.) Hamad 78’ | Marcatori | 45’ (rig.) Caktaš |

| Arbitro: | Mario Zebec (Cestica) |

|  |           |               |
|  | Marcatori | 34’ E. Sahiti |

| Arbitro: | Tihomir Pejin (Donji Miholjac) |

|         |           |  |
| Vuk 86’ | Marcatori |  |

| Arbitro: | Fran Jović (Zagabria) |

|            |           |            |
| Čolina 55’ | Marcatori | 23’ Miérez |

| Arbitro: | Ivan Bebek (Fiume) |

|  |           |                              |
|  | Marcatori | 45+2’ Nayir 56’ (aut.) Soldo |

| Arbitro: | Marin Vidulin (Kanfanar) |

|          |           |                 |
| Tuci 56’ | Marcatori | 12’, 90’ Caktaš |

| Arbitro: | Damir Batinić (Osijek) |

|                   |           |                       |
| Caktaš 10’ (rig.) | Marcatori | 40’ Lončar 70’ Menalo |

| Arbitro: | Ante Čuljak (Zagabria) |

|                                              |           |                 |
| Posavec 4’ Grgec 32’ Senić 58’ Obregón 90+5’ | Marcatori | 72’, 78’ Caktaš |

| Arbitro: | Ivan Bebek (Fiume) |

|                              |           |                                                 |
| Atanasov 24’ Diamantakos 63’ | Marcatori | 6’ Dieye 54’ (rig.), 76’ (rig.) Lovrić 89’ Moro |

| Arbitro: | Damir Batinić (Osijek) |

|  |           |            |
|  | Marcatori | 62’ Teklić |

| Arbitro: | Mario Zebec (Cestica) |

|                          |           |             |
| Oršić 16’, 18’ Majer 83’ | Marcatori | 6’ Vušković |

| Arbitro: | Tihomir Pejin (Donji Miholjac) |

|  |           |           |
|  | Marcatori | 4’ Petrak |

| Arbitro: | Zdenko Lovrić (Đakovo) |

|           |           |  |
| Nayir 16’ | Marcatori |  |

| Arbitro: | Ivan Bebek (Fiume) |

|                             |           |  |
| Kleinheisler 59’ Miérez 89’ | Marcatori |  |

| Arbitro: | Dario Bel (Osijek) |

|  |           |              |
|  | Marcatori | 90+4’ Caktaš |

| Arbitro: | Damir Batinić (Osijek) |

|  |           |           |
|  | Marcatori | 72’ Nayir |

| Arbitro: | Igor Pajač (Sveti Ivan Zelina) |

|                               |           |  |
| Čolina 8’ Memija 45+1’ (aut.) | Marcatori |  |

| Arbitro: | Fran Jović (Zagabria) |

|                   |           |              |
| Mujakić 6’ (aut.) | Marcatori | 45’ Atanasov |

| Arbitro: | Ante Čuljak (Zagabria) |

|              |           |  |
| Ljubičić 72’ | Marcatori |  |

| Arbitro: | Ivan Bebek (Fiume) |

|  |           |                      |
|  | Marcatori | 15’ Livaja 48’ Nayir |

| Arbitro: | Goran Pečarić (Zagabria) |

|                  |           |                     |
| Nayir 22’, 90+3’ | Marcatori | 65’, 69’ Krstanović |

| Arbitro: | Marko Matoc (Zaprešić) |

|  |           |           |
|  | Marcatori | 68’ Simić |

| Arbitro: | Ivan Bebek (Fiume) |

|  |           |            |
|  | Marcatori | 48’ Miérez |

| Arbitro: | Damir Batinić (Osijek) |

|                |           |              |
| Krstanović 66’ | Marcatori | 10’ Dimitrov |

| Arbitro: | Ivan Bebek (Fiume) |

|                                  |           |  |
| Petković 21’ (rig.) Kastrati 35’ | Marcatori |  |

| Arbitro: | Marko Matoc (Zaprešić) |

|                                            |           |                            |
| Biuk 14’ Štefulj 45’ (aut.) Kačaniklić 47’ | Marcatori | 31’ Drmić 65’ Andrijašević |

| Arbitro: | Igor Pajač (Sveti Ivan Zelina) |

|            |           |           |
| Livaja 44’ | Marcatori | 16’ Majer |

| Arbitro: | Zdenko Lovrić (Đakovo) |

|  |           |                   |
|  | Marcatori | 89’ (rig.) Livaja |

| Arbitro: | Tihomir Pejin (Donji Miholjac) |

|                                                        |           |  |
| Vušković 14’ Kačaniklić 16’ Livaja 23’ (rig.) Biuk 39’ | Marcatori |  |

| Arbitro: | Ivan Vučković (Zagabria) |

|  |           |                        |
|  | Marcatori | 58’ Livaja 70’ Jakoliš |

| Arbitro: | Damir Batinić (Osijek) |

|                     |           |  |
| Livaja 29’ Biuk 82’ | Marcatori |  |

Fonte: Croatian Football Federation

### Coppa di Croazia
| Arbitro: | Ante Čuljak (Zagabria) |

|           |           |                 |
| Lotar 38’ | Marcatori | 27’, 65’ Caktaš |

| Arbitro: | Marko Matoc (Zaprešić) |

|  |           |                           |
|  | Marcatori | 58’, 71’ Jairo 66’ Livaja |

| Arbitro: | Dario Bel (Osijek) |

|                            |           |  |
| Lovrić 10’, 82’ Nimely 87’ | Marcatori |  |

Fonte: Federazione calcistica croata

### UEFA Europa League
| Arbitro: | João Pinheiro |

|  |           |           |
|  | Marcatori | 4’ Caktaš |

| Arbitro: | Craig Pawson |

|                        |           |  |
| Belhanda 77’ Babel 86’ | Marcatori |  |

Fonte: uefa.com